# (46692) Taormina
(46692) Taormina est un astéroïde de la ceinture principale.

## Description
(46692) Taormina est un astéroïde de la ceinture principale. Il fut découvert le 2 février 1997 à l'Observatoire Kleť par Jana Tichá et Miloš Tichý. Il présente une orbite caractérisée par un demi-grand axe de 2,42 UA, une excentricité de 0,08 et une inclinaison de 8,0° par rapport à l'écliptique.
L'astéroïde porte le nom de la ville sicilienne de Taormine que Jana Tichá et Miloš Tichý ont visité en 2001.

## Compléments